# Velîki Sadî, Dubno
Velîki Sadî (în ucraineană Великі Сади) este un sat în comuna Mali Sadî din raionul Dubno, regiunea Rivne, Ucraina.

## Demografie
Componența lingvistică a localității Velîki Sadî
     Ucraineană (99,55%)
     Alte limbi (0,45%)
Conform recensământului din 2001, majoritatea populației localității Velîki Sadî era vorbitoare de ucraineană (99,55%), existând în minoritate și vorbitori de alte limbi.